# Nadine Kleinertová
Nadine Kleinertová-Schmittová (* 20. října 1975, Magdeburg) je bývalá německá atletka, jejíž specializací je vrh koulí.

## Sportovní kariéra
V roce 1993 vybojovala stříbrnou medaili na juniorském mistrovství Evropy v San Sebastiánu. Ve své sbírce má zlatou medaili z prvního ročníku mistrovství Evropy do 23 let, který se konal v roce 1997 ve finském Turku. Je trojnásobnou vicemistryní světa (1999, 2001, 2009), halovou vicemistryní světa (2006) a halovou vicemistryní Evropy (2000).
Největší úspěch zaznamenala v roce 2004 na letních olympijských hrách v Athénách, kde získala stříbrnou medaili. Její nejdelší pokus ve finále měřil 19,55 m a až do poslední série stačila tato vzdálenost na olympijské zlato. V poslední, šesté sérii se však zlepšila Kubánka Yumileidi Cumbáová na 19,59 m a stala se olympijskou vítězkou. O čtyři roky později na letních hrách v Pekingu obsadila ve finále sedmé místo. Na mistrovství Evropy v atletice 2010 v Barceloně skončila sedmá.
V roce 2012 vybojovala titul mistryně Evropy ve vrhu koulí, o rok později ukončila sportovní kariéru.

## Osobní rekordy
- hala - (19,64 m - 12. března 2006, Moskva)
- venku - (20,20 m - 16. srpna 2009, Berlín)